# 8mm (gruppo musicale)
Gli 8mm sono un gruppo musicale californiano, composto da Sean Beavan (chitarra elettrica, basso e voce), Juliette Beavan (voce solista) e Jon Nicholson (batteria).

## Storia del gruppo
Gli 8mm sono un gruppo pop rock e trip hop di Los Angeles (California) formato da Sean Beavan (musicista e produttore discografico ex Marilyn Manson, Nine Inch Nails e God Lives Underwater), da sua moglie Juliette Beavan, ai quali in seguito si è aggiunto Jon Nicholson.
Il loro EP di debutto, Opener (2004) è stato prodotto dalla ChelseaGirl Records di Los Angeles, come anche gli EP successivi, On a Silent Night (2008) e Love And Apocalypse, (2010) ed il loro ultimo LP Between the Devil and Two Black Hearts (2012).
Il loro primo LP Songs to Love and Die By (2006) è stato invece prodotto dalla Curb Appeal Records di Kansas City (Missouri).
Due canzoni degli 8mm, "No Way Back" e "Forever and Ever Amen", sono state utilizzate come colonna sonora in due episodi della quarta stagione della serie televisiva One Tree Hill (rispettivamente l'ottavo e il decimo episodio), il secondo dei quali ha anche preso il titolo dall'album degli 8mm contenente le due canzoni: Songs to Love and Die By.
La loro cover di Nobody Does It Better di Carly Simon è stata inclusa nella colonna sonora del film Mr. & Mrs. Smith, mentre la loro canzone "Liar" è stata inclusa nella colonna sonora nel quindicesimo episodio della terza stagione di Grey's Anatomy.
Gli 8mm hanno effettuato diversi concerti e tour negli Stati Uniti, in Canada, in Gran Bretagna e in Cile.

## Discografia

### LP
- Songs to Love and Die By, Curb Appeal Records 2006
- Between the Devil and Two Black Hearts, ChelseaGirl Records 2012[1]

### EP
- Opener, ChelseaGirl Records 2004
- On a Silent Night (The Christmas EP), ChelseaGirl Records 2008
- Love And Apocalypse, ChelseaGirl Records 2010[2]